# Йоанис Софианопулос
Йоанис Софианопулос (на гръцки: Ιωάννης Σοφιαννόπουλος) е гръцки юрист и политик от XX век.

## Биография
Роден е в източномакедонския град Сяр. Завършва право и работи като адвокат в Сяр. Избиран е за депутат от Сяр в 1932 и 1933 година. Името му носи улица в Сяр.